# Savukoski
Savukoski è un comune finlandese di 988 abitanti, situato nella regione della Lapponia.